# Queen Seondeok
Queen Seondeok (hangul: 선덕여왕; hanja: 善德女王; rr: Seondeok Yeowang) é uma série de televisão sul-coreana exibida pela MBC TV de 25 de maio a 22 de dezembro de 2009, estrelada por Lee Yo-won, Go Hyun-jung, Uhm Tae-woong, Kim Nam-gil e Park Ye-jin. Ele narra a vida da rainha Seondeok de Silla.
Os índices de audiência do programa ficaram no topo das paradas de TV quase todas as semanas durante a temporada, com um pico de 44,7%. Ele varreu o MBC Drama Awards em 2009; O desempenho da atriz Go Hyun-jung e a subsequente vitória no grande prêmio receberam aclamação quase universal.

## Enredo
A série começa no final do reinado do rei Jinheung e continua até o final do reinado da rainha Seondeok. Deokman nasceu como uma das filhas gêmeas do rei Jinpyeong e da rainha Maya, mas devido a uma profecia, o rei Jinpyeong teve que mandar sua filha embora do palácio com a ajuda de seu servo desajeitado, mas leal, Seohwa, para salvar a rainha Maya. de ser deposto por Mishil, cuja ambição era tornar-se rainha. Seohwa criou Deokman como se ela fosse sua, mas uma reviravolta acabou por levar Deokman a descobrir sua verdadeira identidade - apenas para ser abandonada novamente por sua família para salvar o trono da mão de Mishil, com exceção de sua irmã gêmea. irmã Cheonmyeon, que acabou perdendo a vida enquanto tentava ajudar Deokman a escapar. Por ódio, Deokman tentou recuperar o que foi tirado dela e vingar sua irmã, derrubando Mishil e se tornando a primeira mulher do rei de Silla, com a ajuda de sua amiga de confiança, Yushin, e Bidam, que ela amava, e finalmente liderou uma rebelião perto do fim de seu reinado por causa de um mal-entendido.

## Elenco

### Elenco de principal
- Lee Yo-won como princesa Deokman, mais tarde rainha Seondeok[5][6]
  - Nam Ji-hyun como Deokman (jovem)
- Go Hyun-jung como senhora Mishil
  - Uee como Mishil (jovem)
- Uhm Tae-woong como Kim Yushin
  - Lee Hyun-woo como Kim Yushin (jovem)
- Kim Nam-gil como Bidam
  - Park Ji-bin como Bidam (jovem)

### Elenco de apoio
- Park Ye-jin como princesa Cheonmyeong
  - Shin Se-kyung como Cheonmyeong (jovem)
  - Kim Yoo-jung como Cheonmyeong (10 anos)
- Yoo Seung-ho as Kim Chunchu (mais tarde o rei Taejong Muyeol)
  - Jung Yun-seok como Kim Chunchu (jovem)
- Lee Seung-hyo como Kim Alcheon
  - Ho Hyo-hoon como Kim Alcheon (jovem)
- Jung Ho-bin como Gukseon Munno
- Jo Min-ki como rei Jinpyeong
  - Baek Jong-min como Jinpyeong (jovem)
  - Kang San como Jinpyeong (criança)
- Yoon Yoo-sun como rainha Maya
  - Park Soo-jin como Maya
- Seo Young-hee como Sohwa
- Im Ye-jin como senhora Manmyeong
- Jung Sung-mo como Kim Seo-hyun
- Park Jung-chul como Kim Yong-su
- Do Yi-sung como Kim Yong-chun
- Shin Goo como Eulje
- Jung Woong-in como Misaeng
- Dokgo Young-jae como Sejong
- Jeon No-min como Seolwon
- Kim Jung-hyun como Hajong
- Baek Do-bin como Bojong
  - Kwak Jung-wook como Bojong (jovem)
- Song Ok-sook como Seori
- Ahn Gil-kang como Chilsook
- Lee Moon-sik como Jookbang
- Ryu Dam como Godo
- Kang Sung-pil como Santak
- Joo Sang-wook como Wolya
- Jung Ho-keun como Seolji
- Choi Won-young como geral Gyebaek
- Jun Young-bin como Gok Sa-heun
  - Jung Hyung-min como Gok Sa-heun (jovem)
- Park Young-seo como Daepung
  - Lee Suk-min como Daepung (jovem)
- Go Yoon-hoo como Hojae
- Hong Kyung-in como Seokpum
  - Noh Young-hak como Seokpum (jovem)
- Kang Ji-hoo como Imjong
  - Kim Seok como Imjong (jovem)
- Seo Dong-won como Deokchung
  - Lee Do-hyun como Deokchung (jovem)
- Jang Hee-woong como Bakui
  - Seo Sang-won como Bakui (jovem)
- Lee Sang-hyun como Piltan
  - Kim Tae-jin como Piltan (jovem)
- Kim Dong-hee como Wangyoon
  - Choi Woo-sung como Wangyoon (jovem)
- Ryu Sang-wook como Dae Nam-bo
  - Kim Sang-bin como Dae Nam-bo (jovem)
- Choi Sung-jo como Seonyeol
  - Oh Eun-suk como Seonyeol (jovem)
- Kim Dong-soo como Hyeopseong
- Moon Ji-yoon como Siyeol
  - Shin Tae-hoon como Siyeol (jovem)
- Jung Hye-sun como senhora Man-ho
- Park Eun-bin como Boryang
- Qri como Youngmo
- Mametkulovs Mansur como senhor Cartan
- Seo Kang como Yangkil
- Oh Yeong-soo como abade de Wolcheon

## Classificações
Na tabela abaixo, os números azuis representam as audiências mais baixas e os números vermelhos representam as audiências mais elevadas.
| Episódio | Data de transmissão    | TNMS           | TNMS                         | AGB            | AGB                          |
| Episódio | Data de transmissão    | Em todo o país | Região Metropolitana de Seul | Em todo o país | Região Metropolitana de Seul |
| -------- | ---------------------- | -------------- | ---------------------------- | -------------- | ---------------------------- |
| 1        | 25 de maio de 2009     | 16.0%          | 17.1%                        | 15.3%          | 16.8%                        |
| 2        | 26 de maio de 2009     | 16.6%          | 17.8%                        | 15.5%          | 17.2%                        |
| 3        | 1 de junho de 2009     | 21.3%          | 23.3%                        | 18.2%          | 20.3%                        |
| 4        | 2 de junho de 2009     | 22.3%          | 23.8%                        | 20.3%          | 21.7%                        |
| 5        | 8 de junho de 2009     | 21.6%          | 23.7%                        | 20.6%          | 23.8%                        |
| 6        | 9 de junho de 2009     | 25.2%          | 27.1%                        | 23.3%          | 25.2%                        |
| 7        | 15 de junho de 2009    | 27.9%          | 30.0%                        | 25.8%          | 27.3%                        |
| 8        | 16 de junho de 2009    | 29.7%          | 32.0%                        | 26.9%          | 29.1%                        |
| 9        | 22 de junho de 2009    | 28.1%          | 30.0%                        | 25.8%          | 27.6%                        |
| 10       | 23 de junho de 2009    | 27.9%          | 29.4%                        | 25.5%          | 26.8%                        |
| 11       | 29 de junho de 2009    | 29.4%          | 30.8%                        | 27.8%          | 29.4%                        |
| 12       | 30 de junho de 2009    | 29.2%          | 30.5%                        | 29.1%          | 30.7%                        |
| 13       | 6 de julho de 2009     | 29.9%          | 31.6%                        | 29.0%          | 30.9%                        |
| 14       | 7 de julho de 2009     | 31.0%          | 31.9%                        | 30.0%          | 31.8%                        |
| 15       | 13 de julho de 2009    | 31.6%          | 32.8%                        | 30.9%          | 33.5%                        |
| 16       | 14 de julho de 2009    | 31.7%          | 33.5%                        | 31.0%          | 34.0%                        |
| 17       | 20 de julho de 2009    | 30.7%          | 32.0%                        | 30.4%          | 32.8%                        |
| 18       | 21 de julho de 2009    | 32.8%          | 34.4%                        | 30.5%          | 32.6%                        |
| 19       | 27 de julho de 2009    | 32.7%          | 34.1%                        | 32.0%          | 34.0%                        |
| 20       | 28 de julho de 2009    | 34.9%          | 36.0%                        | 34.6%          | 36.3%                        |
| 21       | 3 de agosto de 2009    | 31.9%          | 33.2%                        | 29.7%          | 31.2%                        |
| 22       | 4 de agosto de 2009    | 35.4%          | 36.4%                        | 33.2%          | 35.5%                        |
| 23       | 10 de agosto de 2009   | 37.5%          | 39.6%                        | 35.6%          | 38.0%                        |
| 24       | 11 de agosto de 2009   | 39.5%          | 41.7%                        | 38.0%          | 40.5%                        |
| 25       | 17 de agosto de 2009   | 39.0%          | 40.4%                        | 37.6%          | 39.1%                        |
| 26       | 18 de agosto de 2009   | 42.0%          | 44.3%                        | 39.7%          | 41.7%                        |
| 27       | 24 de agosto de 2009   | 40.3%          | 41.7%                        | 38.4%          | 41.1%                        |
| 28       | 25 de agosto de 2009   | 42.0%          | 43.6%                        | 41.0%          | 43.1%                        |
| 29       | 31 de agosto de 2009   | 42.2%          | 44.7%                        | 40.0%          | 41.5%                        |
| 30       | 1 de setembro de 2009  | 42.1%          | 44.4%                        | 41.7%          | 44.0%                        |
| 31       | 7 de setembro de 2009  | 43.5%          | 45.4%                        | 39.7%          | 42.3%                        |
| 32       | 8 de setembro de 2009  | 40.6%          | 42.9%                        | 38.4%          | 39.8%                        |
| 33       | 14 de setembro de 2009 | 40.6%          | 42.1%                        | 39.9%          | 41.7%                        |
| 34       | 15 de setembro de 2009 | 42.3%          | 43.9%                        | 40.0%          | 43.2%                        |
| 35       | 21 de setembro de 2009 | 41.6%          | 44.6%                        | 40.8%          | 44.4%                        |
| 36       | 22 de setembro de 2009 | 39.6%          | 41.1%                        | 38.9%          | 42.3%                        |
| 37       | 28 de setembro de 2009 | 39.1%          | 40.3%                        | 36.9%          | 39.9%                        |
| 38       | 29 de setembro de 2009 | 39.5%          | 40.4%                        | 38.2%          | 40.6%                        |
| 39       | 5 de outubro de 2009   | 39.3%          | 40.6%                        | 39.2%          | 41.3%                        |
| 40       | 6 de outubro de 2009   | 39.6%          | 40.6%                        | 39.7%          | 43.4%                        |
| 41       | 12 de outubro de 2009  | 38.1%          | 39.9%                        | 38.1%          | 40.3%                        |
| 42       | 13 de outubro de 2009  | 38.0%          | 38.8%                        | 37.9%          | 40.2%                        |
| 43       | 19 de outubro de 2009  | 38.3%          | 38.8%                        | 37.2%          | 39.3%                        |
| 44       | 20 de outubro de 2009  | 37.6%          | 38.7%                        | 37.8%          | 40.4%                        |
| 45       | 26 de outubro de 2009  | 39.3%          | 41.5%                        | 38.3%          | 40.9%                        |
| 46       | 27 de outubro de 2009  | 40.8%          | 43.0%                        | 39.4%          | 42.3%                        |
| 47       | 2 de novembro de 2009  | 41.7%          | 43.7%                        | 39.6%          | 42.1%                        |
| 48       | 3 de novembro de 2009  | 42.4%          | 44.1%                        | 40.2%          | 42.6%                        |
| 49       | 9 de novembro de 2009  | 44.9%          | 46.7%                        | 43.6%          | 45.8%                        |
| 50       | 10 de novembro de 2009 | 44.4%          | 46.1%                        | 43.3%          | 45.7%                        |
| 51       | 16 de novembro de 2009 | 42.3%          | 44.4%                        | 39.0%          | 42.2%                        |
| 52       | 17 de novembro de 2009 | 37.7%          | 39.1%                        | 38.1%          | 41.1%                        |
| 53       | 23 de novembro de 2009 | 35.0%          | 36.1%                        | 34.8%          | 37.4%                        |
| 54       | 24 de novembro de 2009 | 36.5%          | 38.3%                        | 34.1%          | 36.8%                        |
| 55       | 30 de novembro de 2009 | 35.3%          | 36.0%                        | 35.3%          | 37.8%                        |
| 56       | 1 de dezembro de 2009  | 36.9%          | 38.0%                        | 34.5%          | 37.4%                        |
| 57       | 7 de dezembro de 2009  | 38.0%          | 39.1%                        | 34.0%          | 36.2%                        |
| 58       | 8 de dezembro de 2009  | 36.2%          | 37.9%                        | 34.4%          | 35.7%                        |
| 59       | 14 de dezembro de 2009 | 35.8%          | 36.4%                        | 32.3%          | 33.9%                        |
| 60       | 15 de dezembro de 2009 | 35.8%          | 37.4%                        | 32.8%          | 34.5%                        |
| 61       | 21 de dezembro de 2009 | 35.1%          | 37.1%                        | 32.3%          | 34.5%                        |
| 62       | 22 de dezembro de 2009 | 37.7%          | 39.7%                        | 35.7%          | 38.5%                        |
| Especial | 28 de dezembro de 2009 | 12.5%          | 12.3%                        | 13.4%          | 14.7%                        |
| Média    | Média                  | 35.1%          | 36.6%                        | 33.6%          | 35.8%                        |

## Prêmios
2009 Grimae Awards 
- Grande Prêmio (Daesang): Kim Geun-hong, Park Hong-kyun
- Melhor atriz: Lee Yo-won

2009 MBC Drama Awards
- Grande Prêmio (Daesang): Go Hyun-jung
- Prêmio de excelência superior, atriz: Lee Yo-won
- Prêmio de excelência superior, ator: Uhm Tae-woong
- Prêmio de excelência, ator: Kim Nam-gil
- Prêmio de atuação de ouro, ator coadjuvante: Ahn Gil-kang
- Prêmio de atuação de ouro, atriz coadjuvante: Seo Young-hee
- Melhor novo ator: Yoo Seung-ho, Lee Seung-hyo
- Prêmio PD: Shin Goo
- Melhor jovem atriz: Nam Ji-hyun
- Escritor do ano: Kim Young-hyun and Park Sang-yeon
- Melhor casal: Kim Nam-gil and Lee Yo-won
- Drama favorito do espectador do ano: Queen Seondeok

2010 Korea Producers & Directors' (PD) Awards
- Prêmio PD, categoria de atuação: Go Hyun-jung

2010 46th Baeksang Arts Awards
- Grande prêmio, categoria de televisão: Go Hyun-jung
- Melhor novo ator, categoria de televisão: Kim Nam-gil

2010 37th Korea Broadcasting Awards
- Melhor atriz: Go Hyun-jung

2010 5th Seoul International Drama Awards
- Melhor série de drama
- Categoria de drama coreano destacada - atriz coreana destacada: Go Hyun-jung
- Excelente categoria de drama coreano - melhor roteirista coreano: Kim Young-hyun, Park Sang-yeon